# منحنى تربيعي
ألتربيعي (أو منحنى من الدرجة الرابعة) في الهندسة الوصفية هو منحنى فراغي يتم الحصول عليه، في معظم الحالات، كتقاطع بين سطحين من الدرجة الثانية (مخروط, كرة, اسطوانة).

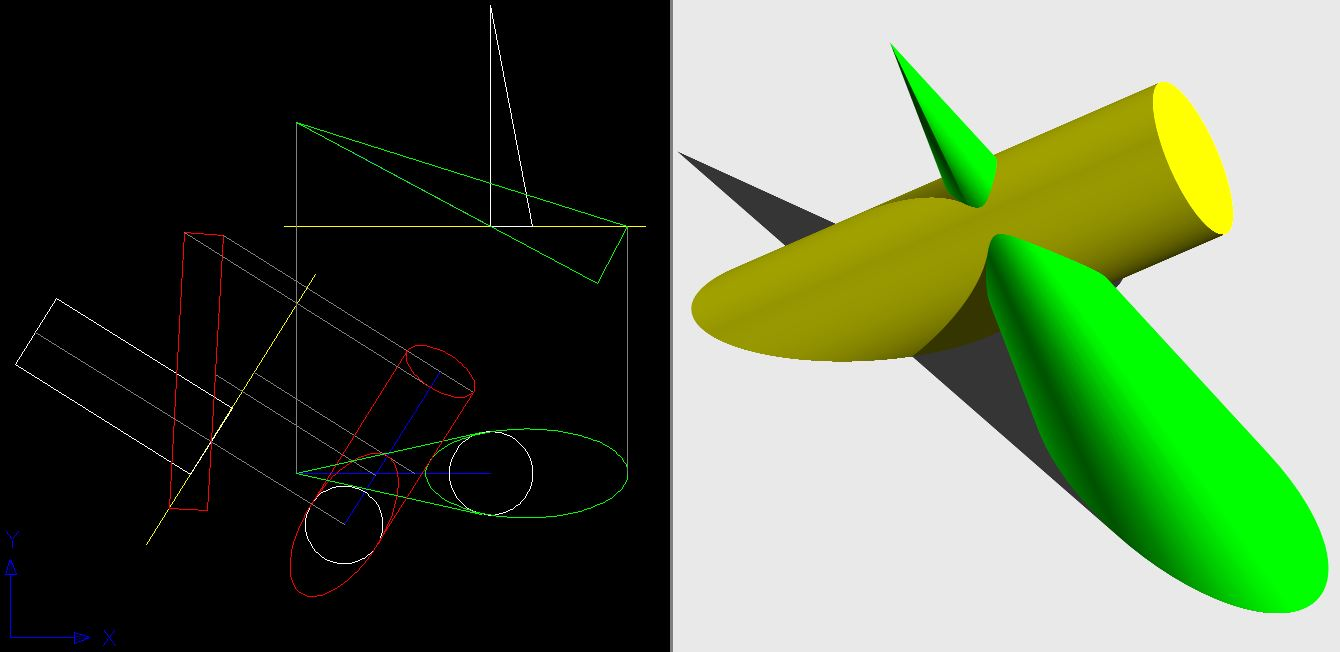
منحنى تربيعي بطيتين ناتج كتقاطع بين مخروط دائري واسطوانة دائرية

يمكن تحديد ألتربيعي عن طريق إيجاد نقاط مشتركة لعدة مقاطع عادة ما تجرى بمستويات متوازية بينها.
وفقاً للمواضع المتبادلة للسطحين المتقاطعين، يمكن تصنيف المنحنى ألتربيعي كما يلي :
1. تربيعي بطيه واحدة (Monogrammica), عندما تتقاطع فقط مجموعة من رواسم السطحين
2. تربيعي بطيتين (Digrammica) عندما تتقاطع جميع رواسم واحد من السطحين مع الأخر.
3. نافذة فيفياني (Viviani's window), وهو حالة خاصة من التربيعي بطيتين, حيث واحد من رواسم السطحين المتقاطعين يكون متماس للسطح الأخر.

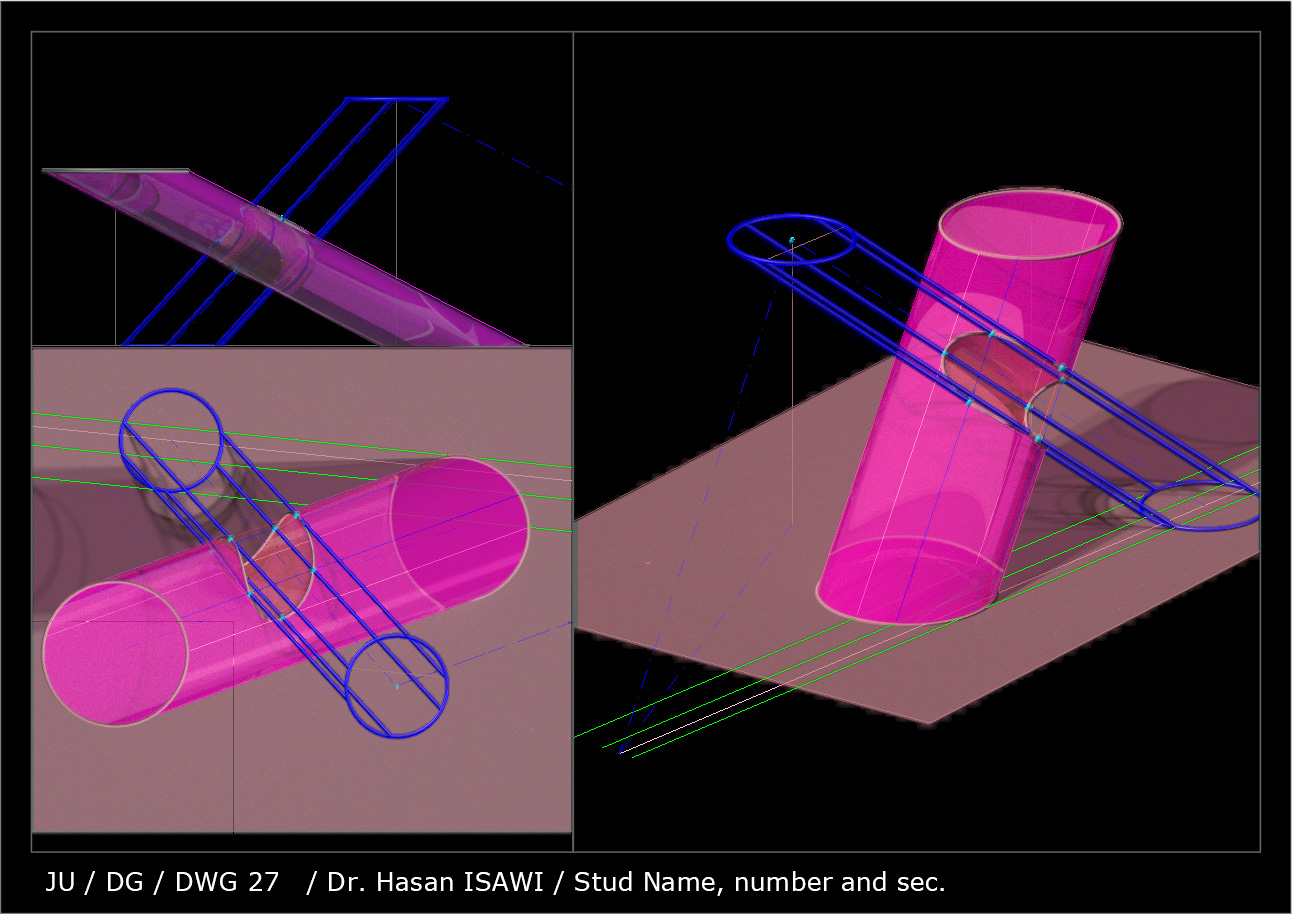
منحنى تربيعي بطية واحدة

## وصلات خارجية
- حالات تقاطع بين اسطح دورانية. د. حسن العيسوي (باللغة الإيطالية)